# Down in Albion
Down in Albion er debutalbummet fra det engelske band Babyshambles med Pete Doherty i spidsen. Albummet blev frigivet af Rough Trade Records den 14. november 2005, på trods af at det blev lækket på internettet den 19. oktober. Down in Albion indeholder en genindspilning af deres anden single "Killamangiro" samt et eksperimentelt reggae nummer kaldet "Pentonville". "Pentonville" blev skrevet af Doherty og The General, en ven som han mødte da han sad i Pentonville Fængsel. Albummet blev produceret af Mick Jones som var kendt som guitarist i bandet The Clash. "Down in Albion" tilsigter at være et konceptalbum der fortæller historien om skønheden og udyret. Dette fremgår af navnet på det første nummer på pladen: "La Belle et la Bête" (oversat: Skønheden og udyret). Pete Dohertys daværende kæreste Kate Moss synger i øvrigt med på nummeret: "La Belle et la Bête".

## Spor
1. "La Belle et la Bête" (feat. Kate Moss)
2. "Fuck Forever"
3. "Á Rebours"
4. "The 32nd of December"
5. "Pipedown"
6. "Sticks & Stones"
7. "Killamangiro"
8. "8 Dead Boys"
9. "In Love with a Feeling"
10. "Pentonville" (The General and Pete Doherty)
11. "What Katy Did Next"
12. "Albion (sang)|Albion"
13. "Back from the Dead"
14. "Loyalty Song"
15. "Up the Morning"
16. "Merry Go Round"